# Schizopyge curvifrons
Schizopyge curvifrons es una especie de peces de la familia
Cyprinidae en el orden de los Cypriniformes.

## Morfología
- Los machos pueden llegar alcanzar los 40 cm de longitud total y 1.250 g de peso.[1][2]

## Hábitat
Es un pez de agua dulce y de clima tropical.

## Distribución geográfica
Se encuentran en Asia:  Afganistán,  Pakistán, la India  y China.